# Iouri Priloukov
Iouri Alexandrovitch Priloukov (en russe : Юрий Александрович Прилуков), né le 14 juin 1984 à Iekaterinbourg, est un nageur russe. Il a fait ses études à l'université des Mines de l'Oural.

## Palmarès

### Championnats du monde

#### En grand bassin
- Championnats du monde 2005 à Montréal ( Canada) :
  -  Médaille d'argent du 400 mètres nage libre.
  -  Médaille de bronze du 800 mètres nage libre.

- Championnats du monde 2007 à Melbourne ( Australie) :
  -  Médaille d'argent du 1 500 mètres nage libre.
  -  Médaille de bronze du 400 mètres nage libre.

#### En petit bassin
- Championnats du monde 2002 petit bassin à Moscou ( Russie) :
  -  Médaille d'argent du relais 4 × 200 mètres nage libre.
- Championnats du monde 2004 petit bassin à Indianapolis ( États-Unis) :
  -  Médaille d'or du 400 mètres nage libre.
  -  Médaille d'or du 1 500 mètres nage libre.
- Championnats du monde 2006 petit bassin à Shanghai ( Chine) :
  -   Médaille d'or du 400 mètres nage libre.
  -   Médaille d'or du 1 500 mètres nage libre.
- Championnats du monde 2008 petit bassin à Manchester ( Royaume-Uni) :
  -   Médaille d'or du 400 mètres nage libre.
  -   Médaille d'or du 1 500 mètres nage libre.

### Championnats d'Europe

#### En grand bassin
- Championnats d'Europe de natation 2002 à Berlin ( Allemagne) :
  -   Médaille d'or du 1 500 mètres nage libre.
- Championnats d'Europe de natation 2004 à Madrid ( Espagne) :
  -   Médaille d'or du 1 500 mètres nage libre.
  -   Médaille d'argent du 400 mètres nage libre.
  -   Médaille d'argent du relais 4 × 200 mètres nage libre.
- Championnats d'Europe de natation 2006 à Budapest ( Hongrie) :
  -   Médaille d'or du 400 mètres nage libre.
  -   Médaille d'or du 1 500 mètres nage libre.
- Championnats d'Europe de natation 2008 à Eindhoven ( Pays-Bas) :
  -   Médaille d'or du 400 mètres nage libre.
  -   Médaille d'or du 1 500 mètres nage libre.
  -   Médaille d'argent du relais 4 × 200 mètres nage libre.

#### En petit bassin
- Championnats d'Europe de natation en petit bassin 2002 à Riesa ( Allemagne) :
  -   Médaille d'or du 1 500 mètres nage libre.
  -   Médaille d'argent du 400 mètres nage libre.
- Championnats d'Europe de natation en petit bassin 2003 à Dublin ( Irlande) :
  -   Médaille d'or du 400 mètres nage libre.
  -   Médaille d'or du 1 500 mètres nage libre.
- Championnats d'Europe de natation en petit bassin 2004 à Vienne ( Autriche) :
  -   Médaille d'or du 1 500 mètres nage libre.
  -   Médaille d'argent du 400 mètres nage libre.
- Championnats d'Europe de natation en petit bassin 2005 à Trieste ( Italie) :
  -   Médaille d'or du 400 mètres nage libre.
  -   Médaille d'or du 1 500 mètres nage libre.
- Championnats d'Europe de natation en petit bassin 2006 à Helsinki ( Finlande) :
  -   Médaille d'or du 400 mètres nage libre.
  -   Médaille d'or du 1 500 mètres nage libre.

## Records
- Record d'Europe du 800 mètres nage libre en 7 min 46 s 64 établi en 2005 lors de la finale des Championnats du monde.
- Record d'Europe du 1 500 mètres nage libre en 14 min 41 s 13 établi en 2008 lors des Jeux olympiques.
- Record d'Europe du 1 500 mètres nage libre en petit bassin en 14 min 35 s 06 établi en 2002 lors de la finale des Championnats d'Europe.
- Record d'Europe du 1 500 mètres nage libre en petit bassin en 14 min 31 s 82 établi en 2003 lors de la finale des Championnats d'Europe.
- Record d'Europe du 1 500 mètres nage libre en petit bassin en 14 min 27 s 12 établi en 2005 lors de la finale des Championnats d'Europe.
- Record d'Europe du 1 500 mètres nage libre en petit bassin en 14 min 23 s 92 établi en 2006 lors de la finale des Championnats du monde.
- Record d'Europe du 1 500 mètres nage libre en petit bassin en 14 min 16 s 13 établi en 2006 lors de la finale des Championnats d'Europe.